# Unió Esportiva Cornellà
L'Unió Esportiva Cornellà è una società calcistica con sede a Cornellà de Llobregat, nella comunità autonoma di Catalogna, in Spagna. 
Gioca nella Segunda Federación, il quarto livello del campionato spagnolo.

## Storia
Fu fondato il 29 aprile 1951 con la fusione tra Club Atlético Padró e Academia Junyent.
Nella stagione 2018-2019 ha raggiunto per la prima volta nella sua storia la finale di Copa Federación de España, perdendola con un complessivo 5-2 tra andata e ritorno contro il Mirandés.

## Palmarès

### Competizioni nazionali
- Tercera División: 1

2013-2014

### Competizioni regionali
- Primera Catalana: 1

2007-2008

## Organico

### Rosa 2023-2024
| N. |                          | Ruolo | Calciatore            |
| -- | ------------------------ | ----- | --------------------- |
| 1  | Spagna (bandiera)        | P     | Rubén Miño (capitano) |
| 3  | Spagna (bandiera)        | D     | Javi Jiménez          |
| 4  | Spagna (bandiera)        | D     | Andreu Hernández      |
| 5  | Spagna (bandiera)        | D     | Marc Vilaplana        |
| 6  | Spagna (bandiera)        | C     | Toni Arranz           |
| 7  | Argentina (bandiera)     | C     | Marcos Gorriti        |
| 8  | Spagna (bandiera)        | C     | Adam Cherradi         |
| 9  | Senegal (bandiera)       | A     | Mamor Niang           |
| 10 | Guinea-Bissau (bandiera) | A     | Clau Mendes           |
| 11 | Spagna (bandiera)        | C     | Raúl Pesca            |
| 13 | Ucraina (bandiera)       | P     | Yaroslav Meykher      |
| 14 | Spagna (bandiera)        | D     | Kike López            |

| N. |                    | Ruolo | Calciatore        |
| -- | ------------------ | ----- | ----------------- |
| 15 | Spagna (bandiera)  | D     | José Mas          |
| 16 | Spagna (bandiera)  | D     | Sergio Ayala      |
| 17 | Spagna (bandiera)  | C     | Canario           |
| 18 | Spagna (bandiera)  | C     | Antonio Caballero |
| 19 | Spagna (bandiera)  | C     | Carles Garrido    |
| 20 | Spagna (bandiera)  | D     | Eudald Vergés     |
| 21 | Spagna (bandiera)  | D     | Kike Ríos         |
| 22 | Spagna (bandiera)  | C     | Álex Gonpi        |
| 23 | Spagna (bandiera)  | A     | Marc Tenas        |
| 24 | Cina (bandiera)    | P     | Hao Li            |
| 27 | Ecuador (bandiera) | C     | Luisao Macías     |
| 28 | Ghana (bandiera)   | C     | Koffi             |

## Tornei nazionali
- 1ª División: 0 stagioni
- 2ª División: 0 stagioni
- 2ª División B: 6 stagioni
- 3ª División: 12 stagioni